# Pavlos Melas
Pavlos Melas (în greacă Παύλος Μελάς, Pávlos, de exemplu, Pavel, Melás) (29 martie 1870 – 13 octombrie 1904) a fost un ofițer al Armatei Elene, unul din primii care au organizat și participat la Lupta Greacă pentru Macedonia.

## Biografie
S-a născut la Marsilia, Franța, ca fiu al lui Michail Melas, care a fost ales deputat de Attica și primar al Atenei, și frate al lui Vassileios Melas, care a fost, de asemenea, ofițer al Armatei Elene. Tatăl său era un negustor bogat originar din Epir. Pavlos a plecat de la o vârstă fragedă la Atena pentru a studia și mai târziu s-a alăturat Armatei, absolvind Academia Militară Greacă în 1891 ca locotenent de artilerie. În 1892 s-a căsătorit cu Natalia Dragoumi, fiica politicianului kastorian Stephanos Dragoumis și sora lui Ion Dragoumis. În 1895 cei doi au avut un fiu pe nume Michail.
Melas, împreună cu cumnatul său Ion Dragoumis, consul al Greciei în orașul Monastir (acum Bitola), ocupat pe atunci de otomani, cu Christos Kottas și cu Ghermanos Karavanghelis, mitropolit de Kastoria, a încercat să strângă bani pentru sprijinirea economică a eforturilor militare ale populației grecești din Macedonia. După înăbușirea Revoltei Ilinden-Preobrajenie, el a decis să intre în Macedonia în iunie 1904 pentru a evalua situația și a vedea dacă există vreo posibilitate de a crea o unitate militară care să lupte împotriva bulgarilor (Organizația Revoluționară Macedoneană Internă, VMRO) și turcilor otomani.
În iulie 1904 (sub numele de căpitanul Mikis Zezas) el a pătruns din nou în Macedonia cu un mic grup de oameni și a luptat împotriva VMRO până în 13 octombrie 1904, când a fost ucis după ce satul Statista a fost înconjurat de forțele otomane. Satul cu coordonatele 40° 42' N 21° 16' E a fost redenumit Melas în onoarea lui, după ce a fost anexat de Grecia în urma Războaielor Balcanice.
După moartea lui, eforturile grecești au devenit mai intense, ducând la înfrângerea comitagiilor bulgari în special în provinciile Macedonia Centrală și de Vest, care au fost anexate de Grecia după Războaiele Balcanice.
El este considerat un simbol al Luptei Grecești pentru Macedonia, iar multe dintre lucrurile sale personale sunt expuse în Muzeul Luptei Macedonene din Salonic și în Muzeul Pavlos Melas din Kastoria.

## Imagini

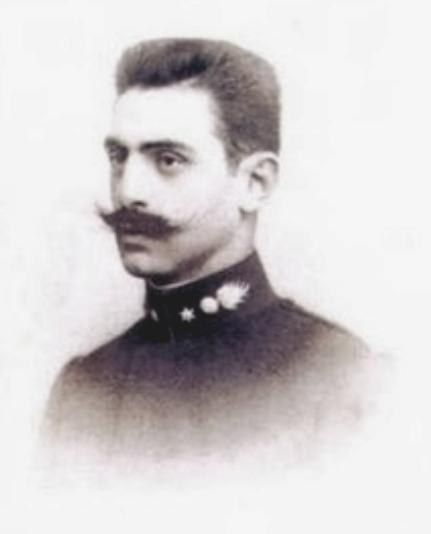
O fotografie a lui Pavlos Melas ca locotenent în Armata Greacă.
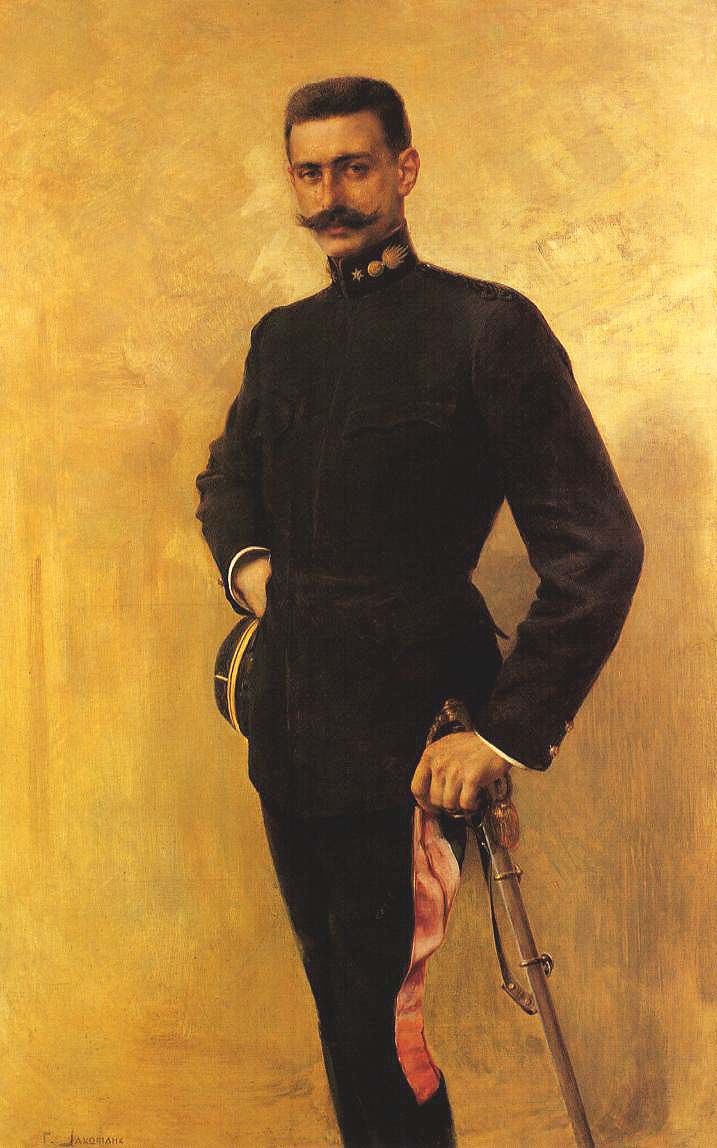
Pavlos Melas ca locotenent în Armata Greacă. Portret de Gheorghios Iakobidis.
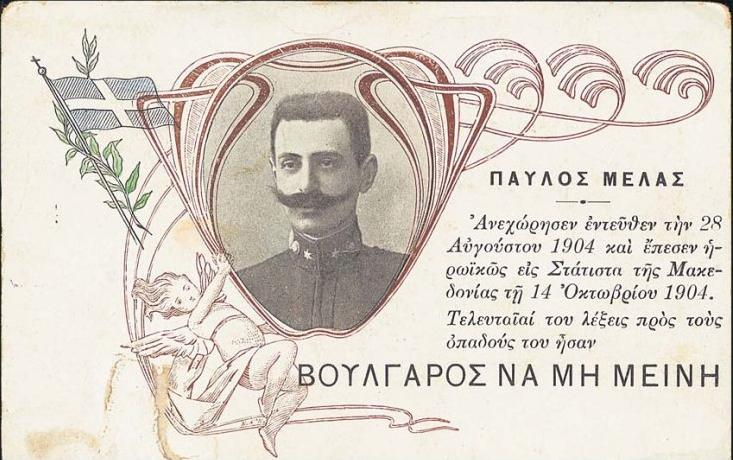
Carte poștală cu ultimele cuvinte ale lui Melas: „Nu-i lăsați vii pe bulgari”.